# فتح الإله الماجد بإيضاح شرح العقائد
فتح الإله الماجد بإيضاح شرح العقائد، حاشية لشيخ الإسلام زكريا الأنصاري (ت 926هـ) على شرح العقائد النسفية لسعد الدين التفتازاني.
يقول زكريا الأنصاري في مقدمة الكتاب:

## طبعات الكتاب
- دار الضياء، الكويت: بتحقيق الدكتور عرفة النادي.